# Ultraviolencia (película)
Ultraviolencia es una película colombiana de suspenso de 2022 escrita, dirigida y coproducida por Marco Vélez Esquivia. Trata sobre un editor de cine que se obsesiona de forma enfermiza con la protagonista de la película. Fue protagonizada por Santiago Cottone, Ana Isabel Castillo, Isabela Córdoba Torres, David Moncada, Marcela Robledo y Raúl Ocampo.

## Sinopsis
Francisco es un reconocido editor del medio audiovisual que acepta trabajar en una nueva película donde termina obsesionándose con la historia de la protagonista -quien es secuestrada por un hombre en el sótano de su casa- y quiere cambiar el final para que ella se salve de su fatídico desenlace. Como el director y el productor de la película se niegan a sus cambios, Francisco acepta la ayuda de Eva, la ayudante de postproducción, para conseguir su objetivo de evitar la muerte de Lina. Sin embargo, cuando son descubiertos, Francisco tendrá que convertirse en el villano de su propia historia.

## Producción y estreno
La fotografía principal comenzó el 10 de mayo de 2021 y finalizó el 25 de mayo del mismo año en Bogotá, Colombia.
Ultraviolencia tuvo su estreno mundial el 25 de octubre de 2022 en el Festival de Cine Fantástico y de Terror Fantasmagoría, luego se proyectó a principios de febrero de 2023 en la vigesimoquinta edición del Festival de Cine Independiente de San Francisco, a mediados de septiembre del mismo año en el Festival Internacional de Cine de Cuenca y a principios de octubre en la decimonovena edición del Festival Internacional de Cine de Pasto. Se estrenó comercialmente el 18 de mayo de 2023 en las salas de cine colombianas.

## Premios y reconocimientos
| Año  | Evento                                  | Categoría                         | Receptor             | Resultado | Ref.          |
| ---- | --------------------------------------- | --------------------------------- | -------------------- | --------- | ------------- |
| 2023 | Festival Internacional de Cine de Pasto | Mejor Guion Colombiano de Ficción | Marco Vélez Esquivia | Ganador   | [ 10 ]        |
| 2023 | Premios Macondo                         | Mejor actriz de reparto           | Marcela Robledo      | Nominada  | [ 11 ] [ 12 ] |